# کای گرینگ (بازیکن فوتبال)
کای گرینگ (انگلیسی: Kai Gehring؛ زادهٔ ۱۲ فوریهٔ ۱۹۸۸) بازیکن فوتبال اهل آلمان است.
از باشگاه‌هایی که در آن بازی کرده‌است می‌توان به باشگاه فوتبال زاربروکن، باشگاه فوتبال وهن ویسبادن، باشگاه فوتبال اشتوتگارت، و باشگاه فوتبال نورنبرگ اشاره کرد.